# Pseudochirulus forbesi
Pseudochirulus forbesi är en pungdjursart som först beskrevs av Thomas 1887. Pseudochirulus forbesi ingår i släktet Pseudochirulus och familjen ringsvanspungråttor. IUCN kategoriserar arten globalt som livskraftig. Inga underarter finns listade.
Pungdjuret förekommer på östra Nya Guinea. Arten vistas där i tropiska regnskogar och angränsande biotoper. Individerna vilar i bon av växtdelar eller i trädens håligheter.